# Ћетил Андре Омот
Ћетил Андре Омот (норв. Kjetil André Aamodt) је бивши норвешки алпски скијаш и један од најуспешнијих светских алпских скијаша свих времена.
Један је од петорице скијаша у историји који су победили у свих 5 дисциплина у Светском купу. Премијерну победу је остварио 15. марта 1992. године у Супервелеслалому у Аспену. Прву велеслаломску победу забележио је 28. новембра 1992. у Сестријереу, а 29. јануара 1994. у спусту. Дан касније славио је и у комбинацији. До прве победе у слалому чекао је до 16. јануара 2000. године, када је славио у Венгену.
Поред Јанице Костелић једини је алпски скијаш који је успео да освоји 4 златне олимпијске медаље (1992. у супервелеслалому, 2002. у комбинацији и супервелеслалому, 2006. у супервелеслалому). Уз та 4 злата освојио је још и 2 олимпијска сребра и 2 бронзе. Одбранивши титулу олимпијског победника 2006. у супервелеслалому постао је други скијаш, уз Алберта Томбу, којем је то пошло за руком.
Пет пута је освајао титуле светског првака, а укупно има 12 медаља са светских првенстава. Са 8 олимпијских и 12 медаља са СП је апсолутно најуспешнији скијаш свих времена.
Остварио је 21 победу у Светском купу у алпском скијању (8 у комбинацији, 6 у велеслалому, 5 у супервелеслалому, 1 у спусту и 1 у слалому). 1994. године освојио је велики кристални глобус (5 пута у каријери био је други). Освојио је и 3 мала кристална глобуса: 1993. године у супервелеслалому и велеслалому, те 2000. године у слалому.
Каријеру је завршио са одвезених 425 трка од којих је 62 пута био на победничком постољу.